# Kamimuria klapaleki
Kamimuria klapaleki är en bäcksländeart som först beskrevs av Wu, C.F. och Peter Walter Claassen 1934.  Kamimuria klapaleki ingår i släktet Kamimuria och familjen jättebäcksländor. Inga underarter finns listade i Catalogue of Life.